# Musiivka, Milove
Musiivka (în ucraineană Мусіївка) este localitatea de reședință a comunei Musiivka din raionul Milove, regiunea Luhansk, Ucraina.

## Demografie
Componența lingvistică a localității Musiivka
     Ucraineană (87,12%)
     Rusă (8,73%)
     Alte limbi (0,55%)
Conform recensământului din 2001, majoritatea populației localității Musiivka era vorbitoare de ucraineană (87,12%), existând în minoritate și vorbitori de rusă (8,73%).